# Copa del Rey de fútbol 2013-14
La Copa del Rey de Fútbol 2013-14 fue la edición número 110 de dicha competición española. Contó con la participación de ochenta y tres equipos de las divisiones Primera, Segunda, Segunda B y Tercera, excepto los equipos filiales de otros clubes aunque jueguen en dichas categorías. 
El campeón de esta edición fue el Real Madrid al derrotar a su eterno rival, el Barcelona. El encuentro que terminó 1-2 en favor del Real Madrid fue una final de Copa recordada por la carrera prácticamente de campo a campo del jugador del Real Madrid Gareth Bale donde él mismo marcó el gol de la victoria que daría el título al equipo blanco.

## Equipos clasificados
Disputarán la Copa del Rey 2013–14, habiendo sellado su presencia en función de su clasificación en las cuatro primeras categorías del sistema de competición liguero en la temporada 2012/13, y partiendo de determinadas rondas según su categoría en la correspondiente campaña, los siguientes equipos

### Primera División
Los veinte equipos participantes de la Primera División 2013/14:
| - U. D. Almería - Athletic Club - Club Atlético de Madrid - F. C. Barcelona - Real Betis Balompié - R. C. Celta de Vigo - R. C. D. Espanyol - Elche C. F. - Getafe C. F. - Granada C. F. | - Levante U. D. - Málaga C. F. - C. A. Osasuna - Rayo Vallecano de Madrid - Real Madrid C. F. - Real Sociedad de Fútbol - Sevilla F. C. - Valencia C. F. - Villarreal C. F. - Real Valladolid C. F. |

### Segunda División
Veinte equipos de Segunda División 2013/14 (excluidos el F. C. Barcelona "B" y el Real Madrid Castilla como equipos filiales):
| - A. D. Alcorcón - Córdoba C. F. - Girona F. C. - C. D. Guadalajara - R. C. D de La Coruña - C. D. Lugo - C. D. Mirandés - Hércules C. F. - S. D. Huesca - U. D. Las Palmas | - R. C. D Mallorca - S. D. Ponferradina - Real Murcia C. F. - Real Racing Club de Santander - C. D. Numancia de Soria - Real Sporting de Gijón - Real Zaragoza - R. C. Recreativo de Huelva - C. E. Sabadell F. C. - Xerez C. D. |

### Segunda División B
Veinticinco equipos de Segunda División B 2013/14: los cinco mejores clasificados en cada uno de los cuatro grupos, exceptuando los equipos filiales, además de los cinco clubes con mayor puntuación, sin distinción de grupos.
| Grupo 1 - C. D. Tenerife - C. D. Leganés - Real Oviedo - Caudal Deportivo - C. F. Fuenlabrada | Grupo 2 - Deportivo Alavés - S. D. Eibar - Club Lleida Esportiu - Barakaldo C.F. - S. D. Amorebieta - C. D. Tudelano - Real Unión Club | Grupo 3 - C. E. L'Hospitalet - Huracán Valencia C. F. - C. D. Alcoyano - C. D. Olímpic de Xàtiva - Club Gimnàstic de Tarragona - U. E. Sant Andreu | Grupo 4 - Real Jaén C. F. - F. C. Cartagena - Albacete Balompié - Lucena C. F. - Real Balompédica Linense - San Fernando C. D. - Écija Balompié |

### Tercera División
Los dieciocho equipos campeones de los grupos de Tercera División 2013/14 (en caso de que un equipo filial sea campeón de su grupo la plaza se adjudica al equipo no filial mejor clasificado).
| - Racing de Ferrol - C. D. Tuilla - C. D. Tropezón - C. D. Laudio - U. E. Olot - Novelda C. F. - C. D. Puerta Bonita - Burgos C. F. - C. D. El Palo | - Algeciras C. F. - S. C. R. Peña Deportiva - Club Atlético Granadilla - La Hoya Lorca C. F. - Extremadura U. D. - A. D. San Juan - Haro Deportivo - C. D. Sariñena - C. D. Toledo |

## Primera ronda
La primera ronda del torneo la disputaron los cuarenta y tres equipos de Segunda División B y Tercera División, de los cuales siete quedaron exentos. La eliminatoria se decidió a partido único el 4 de septiembre de 2013, en el campo de los clubes cuyas bolas del sorteo fueron extraídas en primer lugar.
| Local                       | Resultado          | Visitante                |
| --------------------------- | ------------------ | ------------------------ |
| Haro Deportivo              | 0 - 0 (pen. 4 - 2) | Real Oviedo              |
| C. D. Tropezón              | 0 - 1              | C.D. Tuilla              |
| Caudal Deportivo            | 1 - 0              | Racing de Ferrol         |
| C. D. Sariñena              | 1 - 0              | C. D. Puerta Bonita      |
| C. D. Leganés               | 3 - 0              | Club Atlético Granadilla |
| Barakaldo C. F.             | 1 - 0              | S. D. Amorebieta         |
| C. D. Laudio                | 3 - 1              | Real Unión Club          |
| C. D. Toledo                | 0 - 1              | S. D. Huesca             |
| U. E. Olot                  | 3 - 2              | Huracán Valencia C. F.   |
| Club Gimnàstic de Tarragona | 1 - 1 (pen. 4 - 2) | C .D. Alcoyano           |
| U. E. Sant Andreu           | 2 - 1              | S. C. R. Peña Deportiva  |
| Extremadura U. D.           | 1 - 2              | Albacete Balompié        |
| Écija Balompié              | 2 - 2 (pen. 3 - 2) | La Hoya Lorca C. F.      |
| C. D. El Palo               | 1 - 1 (pen. 2 - 4) | Xerez C. D.              |
| San Fernando C. D.          | 1 - 0              | R. B. Linense            |
| F. C. Cartagena             | 2 - 1              | C. D. Guadalajara        |
| Burgos C. F.                | 3 - 1              | A. D. San Juan           |
| Algeciras C. F.             | 2 - 1              | Novelda C. F.            |

## Segunda ronda
La segunda ronda del torneo la disputaron los dieciocho vencedores de la primera ronda, los siete equipos exentos de la misma y los veinte equipos de Segunda División. Los equipos de Segunda deben, obligatoriamente, enfrentarse entre sí. La eliminatoria se jugó a partido único los días 10 y 11 de septiembre de 2013.
| Local                       | Resultado            | Visitante                     |
| --------------------------- | -------------------- | ----------------------------- |
| CD Tuilla                   | 0 - 3                | Burgos CF                     |
| Haro Deportivo              | 1 - 0                | CD Sariñena                   |
| Club Gimnàstic de Tarragona | 1 - 1 (pen. 4 - 1)   | Albacete Balompié             |
| C. E. L'Hospitalet          | 3 - 4                | Real Racing Club de Santander |
| San Fernando CD             | 0 - 1                | C. D. Tudelano                |
| SD Huesca                   | 0 - 1                | FC Cartagena                  |
| Écija Balompié              | 0 - 2                | CD Laudio                     |
| UE Sant Andreu              | 2 - 0                | UE Olot                       |
| Club Lleida Esportiu        | 2 - 0                | Caudal Deportivo              |
| CD Leganés                  | 5 - 1                | Lucena C. F.                  |
| C. D. Olímpic de Xàtiva     | 1 - 0                | Barakaldo CF                  |
| Xerez CD                    | 1 - 1 (pen. 4 - 3)   | C. F. Fuenlabrada             |
| Deportivo Alavés            | 1 - 0                | Real Zaragoza                 |
| R. C. D. Mallorca           | 1 - 4                | A. D. Alcorcón                |
| C. E. Sabadell F. C.        | 1 - 3                | U. D. Las Palmas              |
| Córdoba C. F.               | 2 - 2 (pen. 12 - 13) | R. C. Deportivo de La Coruña  |
| C. D. Lugo                  | 1 - 1 (pen. 4 - 3)   | C. D. Mirandés                |
| Real Jaén C. F.             | 1 - 0                | C. D. Numancia de Soria       |
| R. C. Recreativo de Huelva  | 3 - 2                | Real Sporting de Gijón        |
| S. D. Eibar                 | 1 - 0                | C. D. Tenerife                |
| Hércules C. F.              | 2 - 0                | Real Murcia C. F.             |
| Girona F. C.                | 2 - 1                | S. D. Ponferradina            |

## Tercera ronda
La tercera ronda del torneo la disputaron los veintidós vencedores de la segunda ronda, además del club exento de la misma, la UE Sant Andreu. Los equipos de Segunda División debieron, de nuevo, enfrentarse entre sí obligatoriamente. La eliminatoria se jugó a partido único 16 de octubre del 2013.
| Local                      | Resultado          | Visitante                     |
| -------------------------- | ------------------ | ----------------------------- |
| Girona F. C.               | 0 - 0 (pen. 4 - 2) | Deportivo Alavés              |
| S. D. Eibar                | 1 - 2              | A. D. Alcorcón                |
| U. D. Las Palmas           | 3 - 0              | Hércules C. F.                |
| R. C. Recreativo de Huelva | 1 - 0              | C. D. Lugo                    |
| Real Jaén C. F.            | 2 - 0              | R. C. Deportivo de La Coruña  |
| C. D. Tudelano             | 1 - 4              | FC Cartagena                  |
| Haro Deportivo             | 1 - 1 (pen. 1 - 3) | Algeciras C.F.                |
| CD Laudio                  | 2 - 2 (pen. 7 - 8) | C. D. Olímpic de Xàtiva       |
| C. D. Leganés              | 1 - 1 (pen. 3 - 5) | Real Racing Club de Santander |
| Xerez C. D.                | 1 - 3              | Club Lleida Esportiu          |
| Burgos C. F.               | 0 - 1              | Club Gimnàstic de Tarragona   |

## Fase final
En la fase final, los equipos ganadores de la ronda previa se agrupan con los equipos de Primera División para iniciar una serie de partidos de ida y vuelta para eliminar equipos hasta que sólo dos queden en la etapa final. Los equipos de Segunda División B enfrentan a los equipos de Primera que clasificaron la temporada pasada a competiciones europeas, mientras que los de Segunda se enfrentan a equipos de Primera que no juegan competiciones adicionales. Los equipos restantes de Primera deben enfrentarse entre sí.
|  | Dieciseisavos de final                         | Dieciseisavos de final                         | Dieciseisavos de final                         |   |                | Octavos de final                       | Octavos de final                       | Octavos de final                       |  |                    | Cuartos de final                        | Cuartos de final                        | Cuartos de final                        |  |             | Semifinales                                | Semifinales                                | Semifinales                                |  |           | Final       | Final       |  |
|  | 8 de diciembre de 2013 19 de diciembre de 2013 | 8 de diciembre de 2013 19 de diciembre de 2013 | 8 de diciembre de 2013 19 de diciembre de 2013 |   |                | 7 de enero de 2014 14 de enero de 2014 | 7 de enero de 2014 14 de enero de 2014 | 7 de enero de 2014 14 de enero de 2014 |  |                    | 22 de enero de 2014 28 de enero de 2014 | 22 de enero de 2014 28 de enero de 2014 | 22 de enero de 2014 28 de enero de 2014 |  |             | 5 de febrero de 2014 12 de febrero de 2014 | 5 de febrero de 2014 12 de febrero de 2014 | 5 de febrero de 2014 12 de febrero de 2014 |  |           | 16 de abril | 16 de abril |  |
|  |                                                |                                                |                                                |   |                |                                        |                                        |                                        |  |                    |                                         |                                         |                                         |  |             |                                            |                                            |                                            |  |           |             |             |  |
|  |                                                |                                                |                                                |   |                |                                        |                                        |                                        |  |                    |                                         |                                         |                                         |  |             |                                            |                                            |                                            |  |           |             |             |  |
|  | Real Valladolid                                | 0                                              | 1                                              |   |                |                                        |                                        |                                        |  |                    |                                         |                                         |                                         |  |             |                                            |                                            |                                            |  |           |             |             |  |
|  | Real Valladolid                                | 0                                              | 1                                              |   |                |                                        |                                        |                                        |  |                    |                                         |                                         |                                         |  |             |                                            |                                            |                                            |  |           |             |             |  |
|  | Rayo Vallecano                                 | 0                                              | 3                                              |   |                |                                        |                                        |                                        |  |                    |                                         |                                         |                                         |  |             |                                            |                                            |                                            |  |           |             |             |  |
|  | Rayo Vallecano                                 | 0                                              | 3                                              |   | Rayo Vallecano | 0                                      | 0                                      |                                        |  |                    |                                         |                                         |                                         |  |             |                                            |                                            |                                            |  |           |             |             |  |
|  |                                                |                                                |                                                |   | Rayo Vallecano | 0                                      | 0                                      |                                        |  |                    |                                         |                                         |                                         |  |             |                                            |                                            |                                            |  |           |             |             |  |
|  |                                                |                                                | Levante                                        | 0 | 1              |                                        |                                        |                                        |  |                    |                                         |                                         |                                         |  |             |                                            |                                            |                                            |  |           |             |             |  |
|  | Recreativo de Huelva                           | 1                                              | Levante                                        | 0 | 1              | 0                                      |                                        |                                        |  |                    |                                         |                                         |                                         |  |             |                                            |                                            |                                            |  |           |             |             |  |
|  | Recreativo de Huelva                           | 1                                              |                                                |   |                |                                        |                                        |                                        |  |                    |                                         |                                         |                                         |  |             |                                            |                                            |                                            |  |           |             |             |  |
|  | Levante                                        | 0                                              | 4                                              |   |                |                                        |                                        |                                        |  |                    |                                         |                                         |                                         |  |             |                                            |                                            |                                            |  |           |             |             |  |
|  | Levante                                        | 0                                              | 4                                              |   |                |                                        |                                        |                                        |  | Levante            | 1                                       | 1                                       |                                         |  |             |                                            |                                            |                                            |  |           |             |             |  |
|  |                                                |                                                |                                                |   |                |                                        |                                        |                                        |  | Levante            | 1                                       | 1                                       |                                         |  |             |                                            |                                            |                                            |  |           |             |             |  |
|  |                                                |                                                | Barcelona                                      | 4 | 5              |                                        |                                        |                                        |  |                    |                                         |                                         |                                         |  |             |                                            |                                            |                                            |  |           |             |             |  |
|  | Cartagena                                      | 1                                              | Barcelona                                      | 4 | 5              | 0                                      |                                        |                                        |  |                    |                                         |                                         |                                         |  |             |                                            |                                            |                                            |  |           |             |             |  |
|  | Cartagena                                      | 1                                              |                                                |   |                |                                        |                                        |                                        |  |                    |                                         |                                         |                                         |  |             |                                            |                                            |                                            |  |           |             |             |  |
|  | Barcelona                                      | 4                                              | 3                                              |   |                |                                        |                                        |                                        |  |                    |                                         |                                         |                                         |  |             |                                            |                                            |                                            |  |           |             |             |  |
|  | Barcelona                                      | 4                                              | 3                                              |   | Barcelona      | 4                                      | 2                                      |                                        |  |                    |                                         |                                         |                                         |  |             |                                            |                                            |                                            |  |           |             |             |  |
|  |                                                |                                                |                                                |   | Barcelona      | 4                                      | 2                                      |                                        |  |                    |                                         |                                         |                                         |  |             |                                            |                                            |                                            |  |           |             |             |  |
|  |                                                |                                                | Getafe                                         | 0 | 0              |                                        |                                        |                                        |  |                    |                                         |                                         |                                         |  |             |                                            |                                            |                                            |  |           |             |             |  |
|  | Girona                                         | 1                                              | Getafe                                         | 0 | 0              | 1                                      |                                        |                                        |  |                    |                                         |                                         |                                         |  |             |                                            |                                            |                                            |  |           |             |             |  |
|  | Girona                                         | 1                                              |                                                |   |                |                                        |                                        |                                        |  |                    |                                         |                                         |                                         |  |             |                                            |                                            |                                            |  |           |             |             |  |
|  | Getafe                                         | 1                                              | 4                                              |   |                |                                        |                                        |                                        |  |                    |                                         |                                         |                                         |  |             |                                            |                                            |                                            |  |           |             |             |  |
|  | Getafe                                         | 1                                              | 4                                              |   |                |                                        |                                        |                                        |  |                    |                                         |                                         |                                         |  | Barcelona   | 2                                          | 1                                          |                                            |  |           |             |             |  |
|  |                                                |                                                |                                                |   |                |                                        |                                        |                                        |  |                    |                                         |                                         |                                         |  | Barcelona   | 2                                          | 1                                          |                                            |  |           |             |             |  |
|  |                                                |                                                | Real Sociedad                                  | 0 | 1              |                                        |                                        |                                        |  |                    |                                         |                                         |                                         |  |             |                                            |                                            |                                            |  |           |             |             |  |
|  | Algeciras                                      | 1                                              | Real Sociedad                                  | 0 | 1              | 0                                      |                                        |                                        |  |                    |                                         |                                         |                                         |  |             |                                            |                                            |                                            |  |           |             |             |  |
|  | Algeciras                                      | 1                                              |                                                |   |                |                                        |                                        |                                        |  |                    |                                         |                                         |                                         |  |             |                                            |                                            |                                            |  |           |             |             |  |
|  | Real Sociedad                                  | 1                                              | 4                                              |   |                |                                        |                                        |                                        |  |                    |                                         |                                         |                                         |  |             |                                            |                                            |                                            |  |           |             |             |  |
|  | Real Sociedad                                  | 1                                              | 4                                              |   | Real Sociedad  | 0                                      | 1                                      |                                        |  |                    |                                         |                                         |                                         |  |             |                                            |                                            |                                            |  |           |             |             |  |
|  |                                                |                                                |                                                |   | Real Sociedad  | 0                                      | 1                                      |                                        |  |                    |                                         |                                         |                                         |  |             |                                            |                                            |                                            |  |           |             |             |  |
|  |                                                |                                                | Villarreal                                     | 0 | 0              |                                        |                                        |                                        |  |                    |                                         |                                         |                                         |  |             |                                            |                                            |                                            |  |           |             |             |  |
|  | Villarreal                                     | 2                                              | Villarreal                                     | 0 | 0              | 1                                      |                                        |                                        |  |                    |                                         |                                         |                                         |  |             |                                            |                                            |                                            |  |           |             |             |  |
|  | Villarreal                                     | 2                                              |                                                |   |                |                                        |                                        |                                        |  |                    |                                         |                                         |                                         |  |             |                                            |                                            |                                            |  |           |             |             |  |
|  | Elche                                          | 2                                              | 0                                              |   |                |                                        |                                        |                                        |  |                    |                                         |                                         |                                         |  |             |                                            |                                            |                                            |  |           |             |             |  |
|  | Elche                                          | 2                                              | 0                                              |   |                |                                        |                                        |                                        |  | Real Sociedad      | 3                                       | -                                       |                                         |  |             |                                            |                                            |                                            |  |           |             |             |  |
|  |                                                |                                                |                                                |   |                |                                        |                                        |                                        |  | Real Sociedad      | 3                                       | -                                       |                                         |  |             |                                            |                                            |                                            |  |           |             |             |  |
|  |                                                |                                                | Racing                                         | 1 | -              |                                        |                                        |                                        |  |                    |                                         |                                         |                                         |  |             |                                            |                                            |                                            |  |           |             |             |  |
|  | Racing                                         | 0                                              | Racing                                         | 1 | -              | 2                                      |                                        |                                        |  |                    |                                         |                                         |                                         |  |             |                                            |                                            |                                            |  |           |             |             |  |
|  | Racing                                         | 0                                              |                                                |   |                |                                        |                                        |                                        |  |                    |                                         |                                         |                                         |  |             |                                            |                                            |                                            |  |           |             |             |  |
|  | Sevilla                                        | 1                                              | 0                                              |   |                |                                        |                                        |                                        |  |                    |                                         |                                         |                                         |  |             |                                            |                                            |                                            |  |           |             |             |  |
|  | Sevilla                                        | 1                                              | 0                                              |   | Racing         | 1                                      | 2                                      |                                        |  |                    |                                         |                                         |                                         |  |             |                                            |                                            |                                            |  |           |             |             |  |
|  |                                                |                                                |                                                |   | Racing         | 1                                      | 2                                      |                                        |  |                    |                                         |                                         |                                         |  |             |                                            |                                            |                                            |  |           |             |             |  |
|  |                                                |                                                | Almería                                        | 1 | 0              |                                        |                                        |                                        |  |                    |                                         |                                         |                                         |  |             |                                            |                                            |                                            |  |           |             |             |  |
|  | Las Palmas                                     | 1                                              | Almería                                        | 1 | 0              | 0                                      |                                        |                                        |  |                    |                                         |                                         |                                         |  |             |                                            |                                            |                                            |  |           |             |             |  |
|  | Las Palmas                                     | 1                                              |                                                |   |                |                                        |                                        |                                        |  |                    |                                         |                                         |                                         |  |             |                                            |                                            |                                            |  |           |             |             |  |
|  | Almería                                        | 3                                              | 0                                              |   |                |                                        |                                        |                                        |  |                    |                                         |                                         |                                         |  |             |                                            |                                            |                                            |  |           |             |             |  |
|  | Almería                                        | 3                                              | 0                                              |   |                |                                        |                                        |                                        |  |                    |                                         |                                         |                                         |  |             |                                            |                                            |                                            |  | Barcelona | 1           |             |  |
|  |                                                |                                                |                                                |   |                |                                        |                                        |                                        |  |                    |                                         |                                         |                                         |  |             |                                            |                                            |                                            |  | Barcelona | 1           |             |  |
|  |                                                |                                                | Real Madrid                                    | 2 |                |                                        |                                        |                                        |  |                    |                                         |                                         |                                         |  |             |                                            |                                            |                                            |  |           |             |             |  |
|  | Alcorcón                                       | 0                                              | Real Madrid                                    | 2 | 2(5)           |                                        |                                        |                                        |  |                    |                                         |                                         |                                         |  |             |                                            |                                            |                                            |  |           |             |             |  |
|  | Alcorcón                                       | 0                                              |                                                |   |                |                                        |                                        |                                        |  |                    |                                         |                                         |                                         |  |             |                                            |                                            |                                            |  |           |             |             |  |
|  | Granada                                        | 2                                              | 0(4)                                           |   |                |                                        |                                        |                                        |  |                    |                                         |                                         |                                         |  |             |                                            |                                            |                                            |  |           |             |             |  |
|  | Granada                                        | 2                                              | 0(4)                                           |   | Alcorcón       | 1                                      | 2                                      |                                        |  |                    |                                         |                                         |                                         |  |             |                                            |                                            |                                            |  |           |             |             |  |
|  |                                                |                                                |                                                |   | Alcorcón       | 1                                      | 2                                      |                                        |  |                    |                                         |                                         |                                         |  |             |                                            |                                            |                                            |  |           |             |             |  |
|  |                                                |                                                | Espanyol                                       | 0 | 4              |                                        |                                        |                                        |  |                    |                                         |                                         |                                         |  |             |                                            |                                            |                                            |  |           |             |             |  |
|  | Real Jaén                                      | 2                                              | Espanyol                                       | 0 | 4              | 0                                      |                                        |                                        |  |                    |                                         |                                         |                                         |  |             |                                            |                                            |                                            |  |           |             |             |  |
|  | Real Jaén                                      | 2                                              |                                                |   |                |                                        |                                        |                                        |  |                    |                                         |                                         |                                         |  |             |                                            |                                            |                                            |  |           |             |             |  |
|  | Espanyol                                       | 2                                              | 2                                              |   |                |                                        |                                        |                                        |  |                    |                                         |                                         |                                         |  |             |                                            |                                            |                                            |  |           |             |             |  |
|  | Espanyol                                       | 2                                              | 2                                              |   |                |                                        |                                        |                                        |  | Espanyol           | 0                                       | 0                                       |                                         |  |             |                                            |                                            |                                            |  |           |             |             |  |
|  |                                                |                                                |                                                |   |                |                                        |                                        |                                        |  | Espanyol           | 0                                       | 0                                       |                                         |  |             |                                            |                                            |                                            |  |           |             |             |  |
|  |                                                |                                                | Real Madrid                                    | 1 | 1              |                                        |                                        |                                        |  |                    |                                         |                                         |                                         |  |             |                                            |                                            |                                            |  |           |             |             |  |
|  | Olímpic de Xàtiva                              | 0                                              | Real Madrid                                    | 1 | 1              | 0                                      |                                        |                                        |  |                    |                                         |                                         |                                         |  |             |                                            |                                            |                                            |  |           |             |             |  |
|  | Olímpic de Xàtiva                              | 0                                              |                                                |   |                |                                        |                                        |                                        |  |                    |                                         |                                         |                                         |  |             |                                            |                                            |                                            |  |           |             |             |  |
|  | Real Madrid                                    | 0                                              | 2                                              |   |                |                                        |                                        |                                        |  |                    |                                         |                                         |                                         |  |             |                                            |                                            |                                            |  |           |             |             |  |
|  | Real Madrid                                    | 0                                              | 2                                              |   | Real Madrid    | 2                                      | 2                                      |                                        |  |                    |                                         |                                         |                                         |  |             |                                            |                                            |                                            |  |           |             |             |  |
|  |                                                |                                                |                                                |   | Real Madrid    | 2                                      | 2                                      |                                        |  |                    |                                         |                                         |                                         |  |             |                                            |                                            |                                            |  |           |             |             |  |
|  |                                                |                                                | Osasuna                                        | 0 | 0              |                                        |                                        |                                        |  |                    |                                         |                                         |                                         |  |             |                                            |                                            |                                            |  |           |             |             |  |
|  | Málaga                                         | 3                                              | Osasuna                                        | 0 | 0              | 1                                      |                                        |                                        |  |                    |                                         |                                         |                                         |  |             |                                            |                                            |                                            |  |           |             |             |  |
|  | Málaga                                         | 3                                              |                                                |   |                |                                        |                                        |                                        |  |                    |                                         |                                         |                                         |  |             |                                            |                                            |                                            |  |           |             |             |  |
|  | Osasuna                                        | 3                                              | 1                                              |   |                |                                        |                                        |                                        |  |                    |                                         |                                         |                                         |  |             |                                            |                                            |                                            |  |           |             |             |  |
|  | Osasuna                                        | 3                                              | 1                                              |   |                |                                        |                                        |                                        |  |                    |                                         |                                         |                                         |  | Real Madrid | 3                                          | 2                                          |                                            |  |           |             |             |  |
|  |                                                |                                                |                                                |   |                |                                        |                                        |                                        |  |                    |                                         |                                         |                                         |  | Real Madrid | 3                                          | 2                                          |                                            |  |           |             |             |  |
|  |                                                |                                                | Atlético de Madrid                             | 0 | 0              |                                        |                                        |                                        |  |                    |                                         |                                         |                                         |  |             |                                            |                                            |                                            |  |           |             |             |  |
|  | Gimnàstic                                      | 0                                              | Atlético de Madrid                             | 0 | 0              | 0                                      |                                        |                                        |  |                    |                                         |                                         |                                         |  |             |                                            |                                            |                                            |  |           |             |             |  |
|  | Gimnàstic                                      | 0                                              |                                                |   |                |                                        |                                        |                                        |  |                    |                                         |                                         |                                         |  |             |                                            |                                            |                                            |  |           |             |             |  |
|  | Valencia                                       | 0                                              | 1                                              |   |                |                                        |                                        |                                        |  |                    |                                         |                                         |                                         |  |             |                                            |                                            |                                            |  |           |             |             |  |
|  | Valencia                                       | 0                                              | 1                                              |   | Valencia       | 1                                      | 0                                      |                                        |  |                    |                                         |                                         |                                         |  |             |                                            |                                            |                                            |  |           |             |             |  |
|  |                                                |                                                |                                                |   | Valencia       | 1                                      | 0                                      |                                        |  |                    |                                         |                                         |                                         |  |             |                                            |                                            |                                            |  |           |             |             |  |
|  |                                                |                                                | Atlético de Madrid                             | 1 | 2              |                                        |                                        |                                        |  |                    |                                         |                                         |                                         |  |             |                                            |                                            |                                            |  |           |             |             |  |
|  | Sant Andreu                                    | 0                                              | Atlético de Madrid                             | 1 | 2              | 1                                      |                                        |                                        |  |                    |                                         |                                         |                                         |  |             |                                            |                                            |                                            |  |           |             |             |  |
|  | Sant Andreu                                    | 0                                              |                                                |   |                |                                        |                                        |                                        |  |                    |                                         |                                         |                                         |  |             |                                            |                                            |                                            |  |           |             |             |  |
|  | Atlético de Madrid                             | 4                                              | 2                                              |   |                |                                        |                                        |                                        |  |                    |                                         |                                         |                                         |  |             |                                            |                                            |                                            |  |           |             |             |  |
|  | Atlético de Madrid                             | 4                                              | 2                                              |   |                |                                        |                                        |                                        |  | Atlético de Madrid | 1                                       | 2                                       |                                         |  |             |                                            |                                            |                                            |  |           |             |             |  |
|  |                                                |                                                |                                                |   |                |                                        |                                        |                                        |  | Atlético de Madrid | 1                                       | 2                                       |                                         |  |             |                                            |                                            |                                            |  |           |             |             |  |
|  |                                                |                                                | Athletic Club                                  | 0 | 1              |                                        |                                        |                                        |  |                    |                                         |                                         |                                         |  |             |                                            |                                            |                                            |  |           |             |             |  |
|  | Lleida                                         | 1                                              | Athletic Club                                  | 0 | 1              | 2                                      |                                        |                                        |  |                    |                                         |                                         |                                         |  |             |                                            |                                            |                                            |  |           |             |             |  |
|  | Lleida                                         | 1                                              |                                                |   |                |                                        |                                        |                                        |  |                    |                                         |                                         |                                         |  |             |                                            |                                            |                                            |  |           |             |             |  |
|  | Real Betis                                     | 2                                              | 2                                              |   |                |                                        |                                        |                                        |  |                    |                                         |                                         |                                         |  |             |                                            |                                            |                                            |  |           |             |             |  |
|  | Real Betis                                     | 2                                              | 2                                              |   | Real Betis     | 1                                      | 0                                      |                                        |  |                    |                                         |                                         |                                         |  |             |                                            |                                            |                                            |  |           |             |             |  |
|  |                                                |                                                |                                                |   | Real Betis     | 1                                      | 0                                      |                                        |  |                    |                                         |                                         |                                         |  |             |                                            |                                            |                                            |  |           |             |             |  |
|  |                                                |                                                | Athletic Club                                  | 0 | 2              |                                        |                                        |                                        |  |                    |                                         |                                         |                                         |  |             |                                            |                                            |                                            |  |           |             |             |  |
|  | Celta de Vigo                                  | 1                                              | Athletic Club                                  | 0 | 2              | 0                                      |                                        |                                        |  |                    |                                         |                                         |                                         |  |             |                                            |                                            |                                            |  |           |             |             |  |
|  | Celta de Vigo                                  | 1                                              |                                                |   |                |                                        |                                        |                                        |  |                    |                                         |                                         |                                         |  |             |                                            |                                            |                                            |  |           |             |             |  |
|  | Athletic Club                                  | 0                                              | 4                                              |   |                |                                        |                                        |                                        |  |                    |                                         |                                         |                                         |  |             |                                            |                                            |                                            |  |           |             |             |  |
|  | Athletic Club                                  | 0                                              | 4                                              |   |                |                                        |                                        |                                        |  |                    |                                         |                                         |                                         |  |             |                                            |                                            |                                            |  |           |             |             |  |
|  |                                                |                                                |                                                |   |                |                                        |                                        |                                        |  |                    |                                         |                                         |                                         |  |             |                                            |                                            |                                            |  |           |             |             |  |

### Cuarta Ronda
En los dieciseisavos de final participarán los once equipos vencedores de la tercera ronda, el club exento de la misma y los veinte equipos de Primera División. Los siete equipos que juegan competiciones europeas deberán enfrentarse obligatoriamente con los siete clasificados de Segunda División B y los equipos de Segunda División deberán hacerlo contra equipos de Primera División. La eliminatoria se disputará a doble partido entre los días 6 y 19 de diciembre de 2013.
| Local ida              | Resultado global   | Local vuelta        | Ida   | Vuelta |
| ---------------------- | ------------------ | ------------------- | ----- | ------ |
| Real Valladolid        | 1 - 3              | Rayo Vallecano      | 0 - 0 | 1 - 3  |
| Recreativo de Huelva   | 1 - 4              | Levante U. D.       | 1 - 0 | 0 - 4  |
| F. C. Cartagena        | 1 - 7              | F. C. Barcelona     | 1 - 4 | 0 - 3  |
| Girona F. C.           | 2 - 5              | Getafe C. F.        | 1 - 1 | 1 - 4  |
| Algeciras C. F.        | 1 - 5              | Real Sociedad       | 1 - 1 | 0 - 4  |
| Villarreal C. F.       | 3 - 2              | Elche C. F.         | 2 - 2 | 1 - 0  |
| U. D. Las Palmas       | 1 - 3              | U. D. Almería       | 1 - 3 | 0 - 0  |
| Racing de Santander    | 2 - 1              | Sevilla F. C.       | 0 - 1 | 2 - 0  |
| A. D. Alcorcón         | 2 - 2 (pen. 5 - 4) | Granada C. F.       | 0 - 2 | 2 - 0  |
| Real Jaén C. F.        | 2 - 4              | R. C. D. Espanyol   | 2 - 2 | 0 - 2  |
| Olímpic de Xàtiva      | 0 - 2              | Real Madrid C. F.   | 0 - 0 | 0 - 2  |
| Málaga C. F.           | 4 - 4              | C. At. Osasuna      | 3 - 3 | 1 - 1  |
| Gimnàstic de Tarragona | 0 - 1              | Valencia C. F.      | 0 - 0 | 0 - 1  |
| U. E. Sant Andreu      | 1 - 6              | Atlético de Madrid  | 0 - 4 | 1 - 2  |
| Lleida Esportiu        | 3 - 4              | Real Betis Balompié | 1 - 2 | 2 - 2  |
| R. C. Celta de Vigo    | 1 - 4              | Athletic Club       | 1 - 0 | 0 - 4  |

### Octavos de final
| Local ida           | Resultado global | Local vuelta       | Ida   | Vuelta |
| ------------------- | ---------------- | ------------------ | ----- | ------ |
| Rayo Vallecano      | 0 - 1            | Levante U. D.      | 0 - 0 | 0 - 1  |
| F. C. Barcelona     | 6 - 0            | Getafe C. F.       | 4 - 0 | 2 - 0  |
| Real Sociedad       | 1 - 0            | Villarreal C. F.   | 0 - 0 | 1 - 0  |
| Racing de Santander | 3 - 1            | U. D. Almería      | 1 - 1 | 2 - 0  |
| A. D. Alcorcón      | 3 - 4            | R. C. D. Espanyol  | 1 - 0 | 2 - 4  |
| Real Madrid C. F.   | 4 - 0            | C. A. Osasuna      | 2 - 0 | 2 - 0  |
| Valencia C. F.      | 1 - 3            | Atlético de Madrid | 1 - 1 | 0 - 2  |
| Real Betis          | 1 - 2            | Athletic Club      | 1 - 0 | 0 - 2  |

#### Rayo Vallecano - Levante
| Ida; 9 de enero de 2014 21:30 | Rayo Vallecano | 0 - 0   | Levante | Estadio de Vallecas, Madrid                              |                                                          |
|                               |                | Reporte |         | Asistencia: 3.300 espectadores Árbitro(s): José Teixeira | Asistencia: 3.300 espectadores Árbitro(s): José Teixeira |

| Vuelta; 15 de enero de 2014 21:30 | Levante          | 1 - 0   | Rayo Vallecano | Estadio Ciudad de Valencia, Valencia                                |                                                                     |
|                                   | David Barral 42' | Reporte |                | Asistencia: 7.500 espectadores Árbitro(s): David Fernández Borbalán | Asistencia: 7.500 espectadores Árbitro(s): David Fernández Borbalán |

#### F.C Barcelona - Getafe
| Ida; 8 de enero de 2014 20:00 | Barcelona                              | 4 - 0   | Getafe | Estadio Camp Nou, Barcelona                               |                                                           |
|                               | Fàbregas 9' 63' (pen.) · Messi 90' 92' | Reporte |        | Asistencia: 40.290 espectadores Árbitro(s): José González | Asistencia: 40.290 espectadores Árbitro(s): José González |

| Vuelta; 16 de enero de 2014 22:00 | Getafe | 0 - 2   | Barcelona     | Coliseum Alfonso Pérez, Madrid                               |                                                              |
|                                   |        | Reporte | Messi 44' 63' | Asistencia: 5.500 espectadores Árbitro(s): Jesús Gil Manzano | Asistencia: 5.500 espectadores Árbitro(s): Jesús Gil Manzano |

#### Real Sociedad - Villarreal
| Ida; 9 de enero de 2014 19:30 | Real Sociedad | 0 - 0   | Villarreal | Estadio Municipal de Anoeta, San Sebastián                           |                                                                      |
|                               |               | Reporte |            | Asistencia: 21.030 espectadores Árbitro(s): Alberto Undiano Mallenco | Asistencia: 21.030 espectadores Árbitro(s): Alberto Undiano Mallenco |

| Vuelta; 16 de enero de 2014 20:00 | Villarreal | 0 - 1   | Real Sociedad  | Estadio El Madrigal, Villarreal                                     |                                                                     |
|                                   |            | Reporte | Javier Ros 32' | Asistencia: 15.000 espectadores Árbitro(s): Eduardo Prieto Iglesias | Asistencia: 15.000 espectadores Árbitro(s): Eduardo Prieto Iglesias |

#### Racing de Santander - Almería
| Ida; 8 de enero de 2014 22:00 | Racing           | 1 - 1   | Almería    | Estadio El Sardinero, Santander                                        |                                                                        |
|                               | Concha Salas 64' | Reporte | Corona 26' | Asistencia: 1.500 espectadores Árbitro(s): Ignacio Iglesias Villanueva | Asistencia: 1.500 espectadores Árbitro(s): Ignacio Iglesias Villanueva |

| Vuelta; 14 de enero de 2014 19:30 | Almería | 0 - 2   | Racing               | Estadio Mediterráneo, Almería                                  |                                                                |
|                                   |         | Reporte | Sanz 61' · Durán 79' | Asistencia: 4.872 espectadores Árbitro(s): Alejandro Hernández | Asistencia: 4.872 espectadores Árbitro(s): Alejandro Hernández |

#### Alcorcón - Espanyol
| Ida; 8 de enero de 2014 20:00 | Alcorcón    | 1 - 0   | Espanyol | Estadio Santo Domingo, Alcorcón                                  |                                                                  |
|                               | Pacheco 72' | Reporte |          | Asistencia: 1.500 espectadores Árbitro(s): César Muñiz Fernández | Asistencia: 1.500 espectadores Árbitro(s): César Muñiz Fernández |

| Vuelta; 15 de enero de 2014 19:30 | Espanyol                                                      | 4 - 2   | Alcorcón              | Estadi Cornellà-El Prat, Barcelona                                  |                                                                     |
|                                   | Simão 9' · Sergio García pen.' (23) · Álvarez 83' · Pizzi 86' | Reporte | Plano 4' · Javito 80' | Asistencia: 10.120 espectadores Árbitro(s): Miguel Ángel Ayza Gámez | Asistencia: 10.120 espectadores Árbitro(s): Miguel Ángel Ayza Gámez |

#### Real Madrid - Osasuna
| Ida; 9 de enero de 2014 21:30 | Real Madrid                      | 2 - 0   | Osasuna | Estadio Santiago Bernabéu, Madrid                       |                                                         |
|                               | Benzema 19' · Jesé Rodríguez 60' | Reporte |         | Asistencia: 63.871 espectadores Árbitro(s): Pedro Pérez | Asistencia: 63.871 espectadores Árbitro(s): Pedro Pérez |

| Vuelta; 15 de enero de 2014 21:30 | Osasuna | 0 - 2   | Real Madrid                          | Estadio El Sadar, Pamplona                                      |                                                                 |
|                                   |         | Reporte | Cristiano Ronaldo 21' · Di María 55' | Asistencia: 10.403 espectadores Árbitro(s): Antonio Mateu Lahoz | Asistencia: 10.403 espectadores Árbitro(s): Antonio Mateu Lahoz |

#### Valencia - Atlético de Madrid
| Ida; 7 de enero de 2014 22:00 | Valencia    | 1 - 1   | Atlético de Madrid | Estadio de Mestalla, Valencia                          |                                                        |
|                               | Postiga 93' | Reporte | Raúl García 72'    | Asistencia: 35.000 espectadores Árbitro(s): Clos Gómez | Asistencia: 35.000 espectadores Árbitro(s): Clos Gómez |

| Vuelta; 14 de enero de 2014 21:30 | Atlético de Madrid          | 2 - 0   | Valencia | Estadio Vicente Calderón, Madrid                                     |                                                                      |
|                                   | Godín 51' · Raúl García 89' | Reporte |          | Asistencia: 40.000 espectadores Árbitro(s): Javier Estrada Fernández | Asistencia: 40.000 espectadores Árbitro(s): Javier Estrada Fernández |

#### Real Betis - Athletic Club
| Ida; 8 de enero de 2014 20:00 | Real Betis       | 1 - 0   | Athletic Club | Estadio Benito Villamarín, Sevilla                                    |                                                                       |
|                               | Rubén Castro 42' | Reporte |               | Asistencia: 21.108 espectadores Árbitro(s): Alfonso Álvarez Izquierdo | Asistencia: 21.108 espectadores Árbitro(s): Alfonso Álvarez Izquierdo |

| Vuelta; 15 de enero de 2014 19:30 | Athletic Club      | 2 - 0   | Real Betis | San Mamés, Bilbao                                            |                                                              |
|                                   | Mikel Rico 22' 76' | Reporte |            | Asistencia: 36.000 espectadores Árbitro(s): Carlos Del Cerro | Asistencia: 36.000 espectadores Árbitro(s): Carlos Del Cerro |

### Cuartos de final
| Local ida          | Resultado global | Local vuelta        | Ida   | Vuelta |
| ------------------ | ---------------- | ------------------- | ----- | ------ |
| R. C. D. Espanyol  | 0 - 2            | Real Madrid C. F.   | 0 - 1 | 0 - 1  |
| Real Sociedad      | 6 - 1            | Racing de Santander | 3 - 1 | 3 - 0  |
| Levante U. D.      | 2 - 9            | F. C. Barcelona     | 1 - 4 | 1 - 5  |
| Atlético de Madrid | 3 - 1            | Athletic Club       | 1 - 0 | 2 - 1  |

#### R. C. D. Espanyol - Real Madrid C. F.
| Ida; 21 de enero de 2014 21:00 CEST | R. C. D. Espanyol | 0:1 (0:1) | Real Madrid C. F. | Estadio Cornellà-El Prat, Barcelona                    |                                                        |
|                                     |                   | Reporte   | Benzema 25'       | Asistencia: 30 837 espectadores Árbitro(s): Clos Gómez | Asistencia: 30 837 espectadores Árbitro(s): Clos Gómez |

| Vuelta; 28 de enero de 2014 21:00 CEST | Real Madrid C. F. | 1:0 (1:0) | R. C. D. Espanyol | Estadio Santiago Bernabéu, Madrid                         |                                                           |
|                                        | Jesé Rodríguez 7' |           |                   | Asistencia: 54 500 espectadores Árbitro(s): José Teixeira | Asistencia: 54 500 espectadores Árbitro(s): José Teixeira |

#### Real Sociedad - Racing de Santander
| Ida; 22 de enero de 2014 20:00 CEST | Real Sociedad             | 3:1 (2:0) | Racing de Santander | Estadio Municipal de Anoeta, San Sebastián                   |                                                              |
|                                     | - Mikel 4' 34' - Vela 61' | Reporte   | Koné 82'            | Asistencia: 18 900 espectadores Árbitro(s): Velasco Carballo | Asistencia: 18 900 espectadores Árbitro(s): Velasco Carballo |

| Vuelta; 30 de enero de 2014 21:00 CEST | Racing de Santander | Suspendido | Real Sociedad | Campos de Sport de El Sardinero, Santander |  |
| |                     |            |               | Árbitro(s): Jesús Gil Manzano              |  |
| Tras el pitido inicial del encuentro, los jugadores del Real Racing Club de Santander se negaron a disputar el encuentro por lo que el árbitro dio por suspendido el encuentro, lo que supuso la descalificación del Racing y el pase automático de ronda para la Real Sociedad. Como consecuencia, en club cántabro fue sancionado con una multa y la exclusión para la Copa del Rey del siguiente año. |                     |            |               |                                            |  |

#### Levante U. D. - F. C. Barcelona
| Ida; 22 de enero de 2014 22:00 | Levante     | 1:4 (1:0) | Barcelona                                | Estadio Ciudad de Valencia, Valencia                            |                                                                 |
|                                | El Zhar 31' |           | - Juanfran 53' (a.g) - Tello 60' 81' 86' | Asistencia: 18.852 espectadores Árbitro(s): Alejandro Hernández | Asistencia: 18.852 espectadores Árbitro(s): Alejandro Hernández |

| Vuelta; 29 de enero de 2014 22:00 | Barcelona                                               | 5:1 (2:1) | Levante                | Estadio Camp Nou, Barcelona                                          |                                                                      |
|                                   | Adriano 28' · Puyol 44' · Alexis 50' 52' · Fàbregas 68' |           | Sergi Roberto 9' (a.g) | Asistencia: 25.551 espectadores Árbitro(s): Alberto Undiano Mallenco | Asistencia: 25.551 espectadores Árbitro(s): Alberto Undiano Mallenco |

#### Atlético de Madrid - Athletic Club
| Ida; 23 de enero de 2014 21:00 | Atlético de Madrid | 1:0 (1:0) | Athletic Club | Estadio Vicente Calderón, Madrid                                     |                                                                      |
|                                | Godín 41'          |           |               | Asistencia: 40.000 espectadores Árbitro(s): David Fernández Borbalán | Asistencia: 40.000 espectadores Árbitro(s): David Fernández Borbalán |

| Vuelta; 29 de enero de 2014 20:00 | Athletic Club | 1:2 (1:0) | Atlético de Madrid                | San Mamés, Bilbao                                               |                                                                 |
|                                   | Aduriz 42'    |           | Raul García 55' · Diego Costa 86' | Asistencia: 34.000 espectadores Árbitro(s): Antonio Mateu Lahoz | Asistencia: 34.000 espectadores Árbitro(s): Antonio Mateu Lahoz |

### Semifinales
La ida será el día 5 de febrero del 2014, y la vuelta el día 12 de febrero del 2014. 
| Local ida   | Resultado global | Local vuelta       | Ida   | Vuelta |
| ----------- | ---------------- | ------------------ | ----- | ------ |
| Barcelona   | 3 - 1            | Real Sociedad      | 2 - 0 | 1 - 1  |
| Real Madrid | 5 - 0            | Atlético de Madrid | 3 - 0 | 2 - 0  |

#### F. C. Barcelona - Real Sociedad
| Ida; 5 de febrero de 2014 22:00 | Barcelona                                 | 2:0 (1:0) | Real Sociedad | Estadio Camp Nou, Barcelona                               |                                                           |
|                                 | Sergio Busquets 44' · Zubikarai 60' (a.g) |           |               | Asistencia: 38 505 espectadores Árbitro(s): José González | Asistencia: 38 505 espectadores Árbitro(s): José González |

| Vuelta; 12 de febrero de 2014 21:00 CEST | Real Sociedad | 1:1 (0:1) | Barcelona | Estadio Municipal de Anoeta, San Sebastián                |                                                           |
|                                          | Griezmann 88' |           | Messi 30' | Asistencia: 28 153 espectadores Árbitro(s): José Teixeira | Asistencia: 28 153 espectadores Árbitro(s): José Teixeira |

#### Real Madrid C. F. - Atlético de Madrid
| Ida; 5 de febrero de 2014 20:00 CEST | Real Madrid C. F.                        | 3:0 (1:0) | Atlético de Madrid | Estadio Santiago Bernabéu, Madrid                      |                                                        |
|                                      | Pepe 17' Jesé Rodríguez 57' Di María 74' |           |                    | Asistencia: 74 278 espectadores Árbitro(s): Clos Gómez | Asistencia: 74 278 espectadores Árbitro(s): Clos Gómez |

| Vuelta; 11 de febrero de 2014 21:00 | Atlético de Madrid | 0:2 (0:2) | Real Madrid C. F.                      | Estadio Vicente Calderón, Madrid                                     |                                                                      |
|                                     |                    |           | Cristiano Ronaldo 7' (pen.) 15' (pen.) | Asistencia: 40 000 espectadores Árbitro(s): Alberto Undiano Mallenco | Asistencia: 40 000 espectadores Árbitro(s): Alberto Undiano Mallenco |

### Final
La final de la Copa del Rey 2013–14 tuvo lugar el día 16 de abril de 2014 en el estadio Mestalla de Valencia. Fue la séptima vez que ambos conjuntos se enfrentaban en la final de la competición.
| 13         | POR        | José Manuel Pinto |     |
| 22         | DEF        | Dani Alves        |     |
| 14         | DEF        | Javier Mascherano |     |
| 15         | DEF        | Marc Bartra       | 86' |
| 18         | DEF        | Jordi Alba        | 46' |
| 6          | MED        | Xavi Hernández    |     |
| 16         | MED        | Sergio Busquets   |     |
| 8          | MED        | Andrés Iniesta    |     |
| 11         | DEL        | Neymar            |     |
| 4          | DEL        | Cesc Fàbregas     | 59' |
| 10         | DEL        | Lionel Messi      |     |
| Entrenador | Entrenador | Gerardo Martino   |     |

| 1          | POR        | Iker Casillas   |                     |
| 15         | DEF        | Dani Carvajal   |                     |
| 3          | DEF        | Pepe            |                     |
| 4          | DEF        | Sergio Ramos    |                     |
| 5          | DEF        | Fábio Coentrão  |                     |
| 14         | MED        | Xabi Alonso     |                     |
| 19         | MED        | Luka Modrić     |                     |
| 23         | MED        | Isco            | 88'                 |
| 22         | MED        | Ángel Di María  | 86'                 |
| 9          | DEL        | Karim Benzema   | 89'                 |
| 11         | DEL        | Gareth Bale     | Jugador del partido |
| Entrenador | Entrenador | Carlo Ancelotti |                     |

| 21 | DEF | Adriano Correia | 46' |
| 7  | MED | Pedro Rodríguez | 59' |
| 9  | DEL | Alexis Sánchez  | 86' |

| 24 | MED | Asier Illarramendi | 86' |
| 16 | MED | Casemiro           | 88' |
| 2  | DEF | Raphaël Varane     | 89' |

| Anotado | 68' | Marc Bartra | 1–1 |

| Anotado | 11' | Ángel Di María | 0–1 |
| Anotado | 85' | Gareth Bale    | 1–2 |

| Amonestado | 17' | Neymar            |
| Amonestado | 53' | Javier Mascherano |

| Amonestado | 3'  | Isco        |
| Amonestado | 17' | Pepe        |
| Amonestado | 87' | Xabi Alonso |

|  |

|  |

| Árbitro             | Antonio Miguel Mateu Lahoz |
| Árbitros asistentes | Pau Cebrián Devis          |
| Árbitros asistentes | Raúl Cabañero Martínez     |
| Cuarto árbitro      | Carlos Clos Gómez          |

| 13         | POR        | José Manuel Pinto |     |
| 22         | DEF        | Dani Alves        |     |
| 14         | DEF        | Javier Mascherano |     |
| 15         | DEF        | Marc Bartra       | 86' |
| 18         | DEF        | Jordi Alba        | 46' |
| 6          | MED        | Xavi Hernández    |     |
| 16         | MED        | Sergio Busquets   |     |
| 8          | MED        | Andrés Iniesta    |     |
| 11         | DEL        | Neymar            |     |
| 4          | DEL        | Cesc Fàbregas     | 59' |
| 10         | DEL        | Lionel Messi      |     |
| Entrenador | Entrenador | Gerardo Martino   |     |

| 1          | POR        | Iker Casillas   |                     |
| 15         | DEF        | Dani Carvajal   |                     |
| 3          | DEF        | Pepe            |                     |
| 4          | DEF        | Sergio Ramos    |                     |
| 5          | DEF        | Fábio Coentrão  |                     |
| 14         | MED        | Xabi Alonso     |                     |
| 19         | MED        | Luka Modrić     |                     |
| 23         | MED        | Isco            | 88'                 |
| 22         | MED        | Ángel Di María  | 86'                 |
| 9          | DEL        | Karim Benzema   | 89'                 |
| 11         | DEL        | Gareth Bale     | Jugador del partido |
| Entrenador | Entrenador | Carlo Ancelotti |                     |

| 21 | DEF | Adriano Correia | 46' |
| 7  | MED | Pedro Rodríguez | 59' |
| 9  | DEL | Alexis Sánchez  | 86' |

| 24 | MED | Asier Illarramendi | 86' |
| 16 | MED | Casemiro           | 88' |
| 2  | DEF | Raphaël Varane     | 89' |

| Anotado | 68' | Marc Bartra | 1–1 |

| Anotado | 11' | Ángel Di María | 0–1 |
| Anotado | 85' | Gareth Bale    | 1–2 |

| Amonestado | 17' | Neymar            |
| Amonestado | 53' | Javier Mascherano |

| Amonestado | 3'  | Isco        |
| Amonestado | 17' | Pepe        |
| Amonestado | 87' | Xabi Alonso |

|  |

|  |

| Árbitro             | Antonio Miguel Mateu Lahoz |
| Árbitros asistentes | Pau Cebrián Devis          |
| Árbitros asistentes | Raúl Cabañero Martínez     |
| Cuarto árbitro      | Carlos Clos Gómez          |

|                                   |
| Bandera de la Comunidad de Madrid |
| Campeón                           |
| Real Madrid C. F.                 |
| 19º título                        |

## Goleadores
A continuación se listan los goleadores del torneo. En caso de empate se anuncia primero el que antes consiguiese anotar la cifra en cuestión.
| Lionel Messi                                | F. C. Barcelona    | 5 |
| Cesc Fàbregas                               | F. C. Barcelona    | 4 |
| Raúl García                                 | Atlético de Madrid | 4 |
| Ángel Di María                              | Real Madrid        | 4 |
| Cristiano Ronaldo                           | Real Madrid        | 3 |
| Cristian Tello                              | F. C. Barcelona    | 3 |
| Pedro Rodríguez                             | F. C. Barcelona    | 3 |
| Jesé                                        | Real Madrid        | 3 |
| Antoine Griezmann                           | Real Sociedad      | 3 |
| Arda Turan                                  | Atlético de Madrid | 2 |
| Ighalo                                      | Granada C. F.      | 2 |
| Diego Godín                                 | Atlético de Madrid | 2 |
| Alexis Sánchez                              | F. C. Barcelona    | 2 |
| Adrián González                             | Rayo Vallecano     | 2 |
| Iker Muniain                                | Athletic Club      | 2 |
| Mamadou Koné                                | Racing Santander   | 2 |
| Mikel González                              | Real Sociedad      | 2 |
| Carlos Vela                                 | Real Sociedad      | 2 |
| Javi Ros                                    | Real Sociedad      | 2 |
| Karim Benzema                               | Real Madrid        | 2 |
| Simão Sabrosa                               | R. C. D. Espanyol  | 2 |
| Óscar Díaz                                  | U. D. Almería      | 2 |
| Aritz Aduriz                                | Athletic Club      | 2 |
| Mikel Rico                                  | Athletic Club      | 2 |
| Última actualización: 12 de febrero de 2014 |                    |   |